# StrikeShield

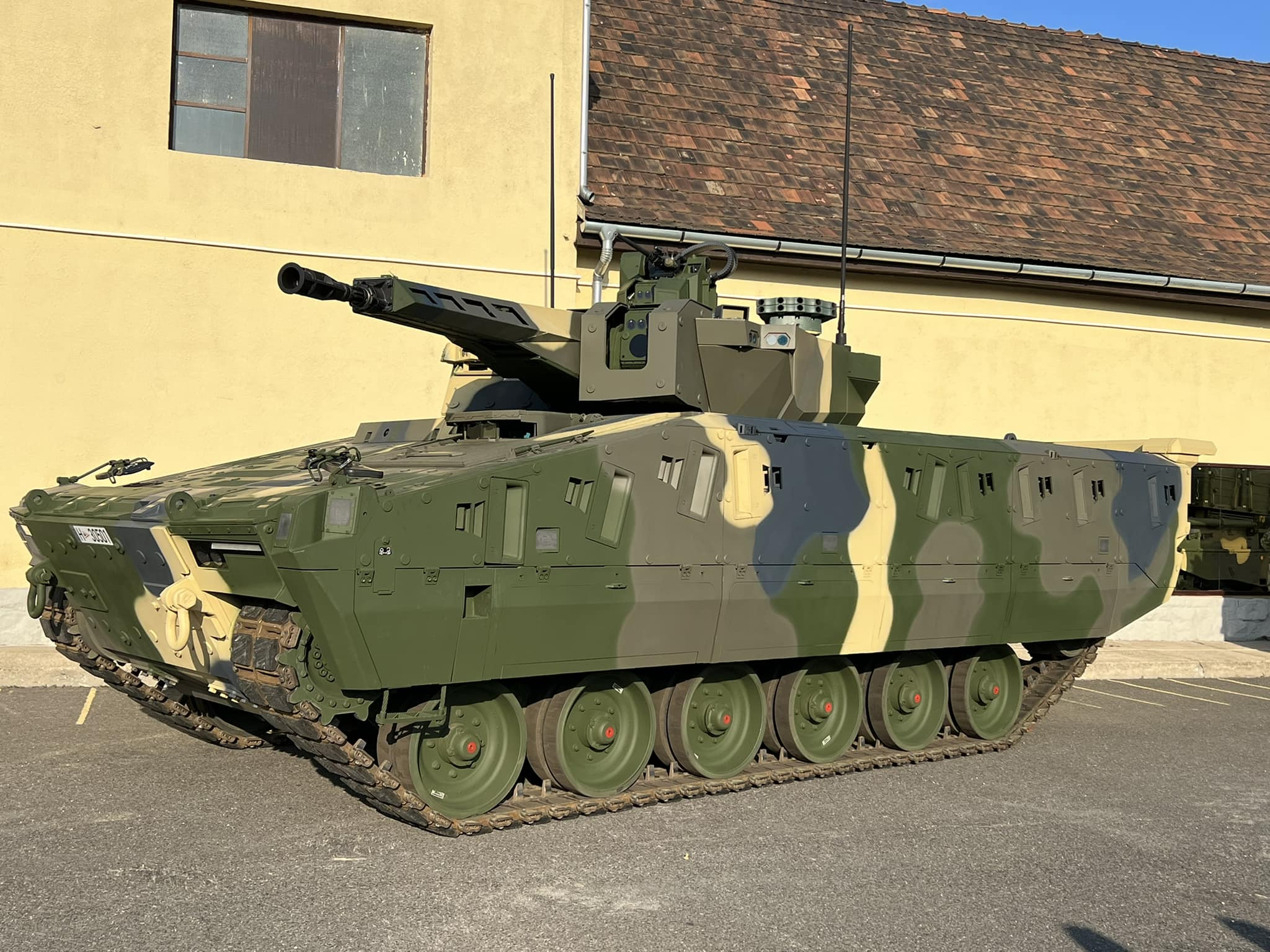
A Lynx KF41-es oldalán jól láthatóak azok a nyílások, amelyekben elhelyezésre kerültek StrikeShield rendszer érzékelői és elhárító töltetei, amelyek körkörös védelmet biztosítanak páncéltörő rakéták ellen.

A StrikeShield egy moduláris aktív védelmi rendszer (APS), amely a harcjárműre kilőtt rakétákat semlegesíti egy elhárító töltettel. A német Rheinmetall vállalat által kifejlesztett aktív védelmi rendszer első vásárlója és rendszeresítője a Magyar Honvédség, amely 209 Lynx harcjárművét tervezi felszerelni ezzel a rendszerrel.
A rendszer fejlesztése 1996-ban kezdődött AMAP-ADS néven. A fejlesztő Rheinmetall 2009 és 2019 között 1149  éles tesztet végzet különféle páncéltörő fegyverekkel. Az így megszülető harmadik generációs védelmi rendszer 2020-ban kapta a StrikeShield nevet.

## Működése és jellemzői
A  StrikeShield egy moduláris aktív védelmi rendszer (APS), amely más megközelítést alkalmaz, mint más hasonló rendszerek. A legtöbb APS oldalanként néhány radarból illetve érzékelőből valamint jellemzően egy elhárítógránát-vetőből áll, amely az ékező rakéta irányába egy elhárító lövedéket lő ki megfelelő időzítéssel. Az elhárító lövedék kellő mértékben károsítja a páncéltörő rakétát ahhoz, hogy ne tudjon komoly sérülést okozni a védelmezett harcjárműnek. Fontos megjegyezni, hogy a kinetikus energiát (KE) használó, például gépágyúból és harckocsilövegből kilőtt lövedékek ellen a legtöbb ma elérhető aktív védelmi rendszer nem, vagy csak elvétve hatásos. A páncéltörő rakétákkal szemben viszont kielégítő védelmet nyújtanak, mivel azok lassabbak és sérülékenyebbek, mint a kinetikus energiát használó páncéltörő lövedékek.

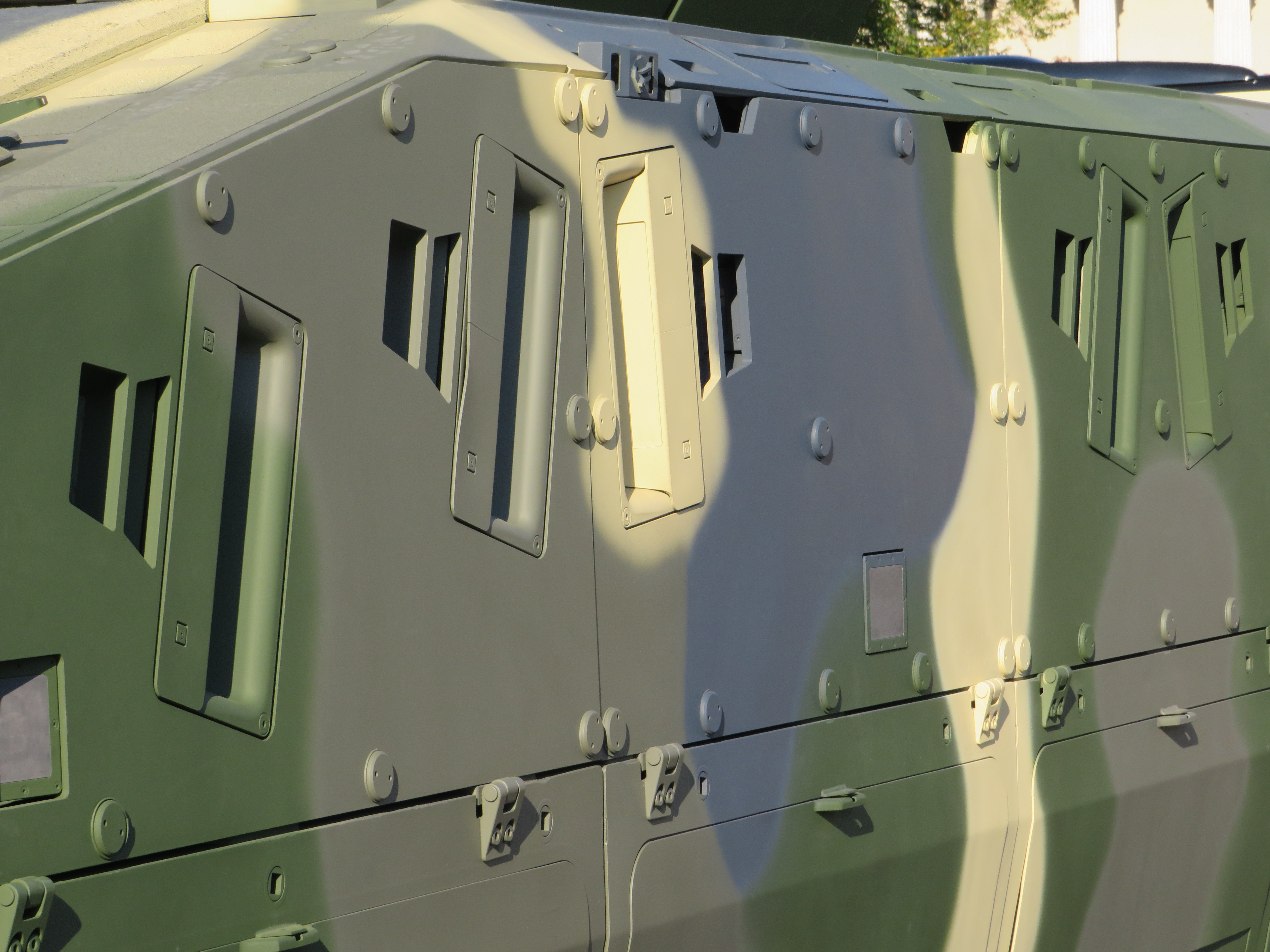
A kisebb nyílásokban találhatók az érzékelők, a nagyobb nyílásokban pedig az elhárító töltetek kerültek elhelyezésre

A StrikeShield egy nagyobb teljesítményű radar és érzékelőcsomag és egy elhárítógránát-vető helyett több, páncélmodulokba integrált megoldást alkalmaz. Szinte minden, a jármű oldalára illesztett panel tartalmaz egy érzékelőt és egy elhárító töltetet. Emellett az egyes panelek moduláris kiegészítő páncélzatként is funkcionálnak: növelik jármű páncélzatának ellenálló képességét.
A StrikeShield szétosztott megoldásának előnye a sokkal kisebb "radar-lábnyoma", így nehezebben felderíthető, mint a nagyobb, erősebb radarokat alkalmazó megoldások (pl. Trophy rendszer). A Rheinmetall vállalat szerint a rendszerük radar-kisugárzása legfeljebb 6 km-es távolságból érzékelhető, míg más konkurens rendszereknél ez akár több száz kilométer is lehet. A StrikeShield ezt rendkívüli reakció idejével éri el: mindössze 35 méteres sugarú körben figyeli a jármű környezetét, amihez kisebb hatótávolságú és energiájú radarok is elégségesek. A minimális hatásos távolsága 10 méter, vagyis egy 10 méterről indított lövedéket még képes hatástalanítani az alacsony reakció idejének köszönhetően. Ez a képesség különösen városi környezetben lehet hasznos.
A kísérletek során StrikeShield harckocsik APFSDS lövedékei ellen is hatásosnak bizonyult, ami messze nem szokványos képesség aktív védelmi rendszer körében. A Rheinmetall folytatja az ez irányú fejlesztéseit, hogy megbízható védelmet tudjanak biztosítani a harckocsik kinetikus energiájú páncéltörő lövedékei ellen is.

## Alkalmazás a Magyar Honvédségben
2021 májusában a Honvédség 209 darab Lynx harcjárműre elegendő StrikeShield rendszert rendelt meg a Rheinmetall vállalattól 140 millió euró értékben. A gyártás 2022 első negyedévében kezdődik. A Lynx aktív védelmi rendszere 15 radar-érzékelőből, 35 elektro-optikai érzékelőből 33 elhárítótöltet-kivetőből fog állni. Utóbbiak közül néhány úgy lett pozicionálva, hogy a felülről támadó (ún. top-attack) páncéltörő rakéták ellen is védelmet nyújtsanak.
A 2022 októberében leszállított első magyar Lynx harcjármű már StrikeShield modulokkal felszerelve érkezett.  